# Cyclopoma
Genre
Espèces de rang inférieur
- † Cyclopoma gigas Agassiz, 1833
- † Cyclopoma spinosum Agassiz, 1833
- † Cyclopoma folmeri Weems (d), 1999

Cyclopoma est un genre fossile de poissons marins à nageoires rayonnées appartenant à la famille des Percichthyidae, au sein de l'ordre des Perciformes.

## Liste des espèces
Trois espèces sont connues. Les deux premières ont été décrites par le paléontologue suisse Louis Agassiz en 1833 ; elles proviennent du célèbre site paléontologique du Monte Bolca en Vénétie (Italie), dans des calcaires laminés de l'Éocène inférieur (Yprésien), datés d'il y a environ entre 49 et 48,5 Ma (millions d'années), :
- † Cyclopoma gigas Agassiz, 1833 ;
- † Cyclopoma spinosum Agassiz, 1833.

Une troisième espèce a été identifiée sur la côte est des États-Unis, en Virginie. Elle a été décrite par Weems (d) en 1999. Elle provient également de l’Éocène inférieur, de la formation géologique de Nanjemoy. Elle est rattachée par son inventeur à la famille des Centropomidae au sein des Perciformes :
- † Cyclopoma folmeri Weems (d), 1999[4].

D'autres fossiles attribués au genre Cyclopoma sans attribution spécifique confirmée ont été rapportés :
- dans les calcaires du Lutétien (« calcaire grossier ») du Bassin parisien en France[5] ;
- dans des calcaires de l’Éocène moyen à supérieur des monts Alburni en Campanie dans le sud de l'Italie[6].

## Description

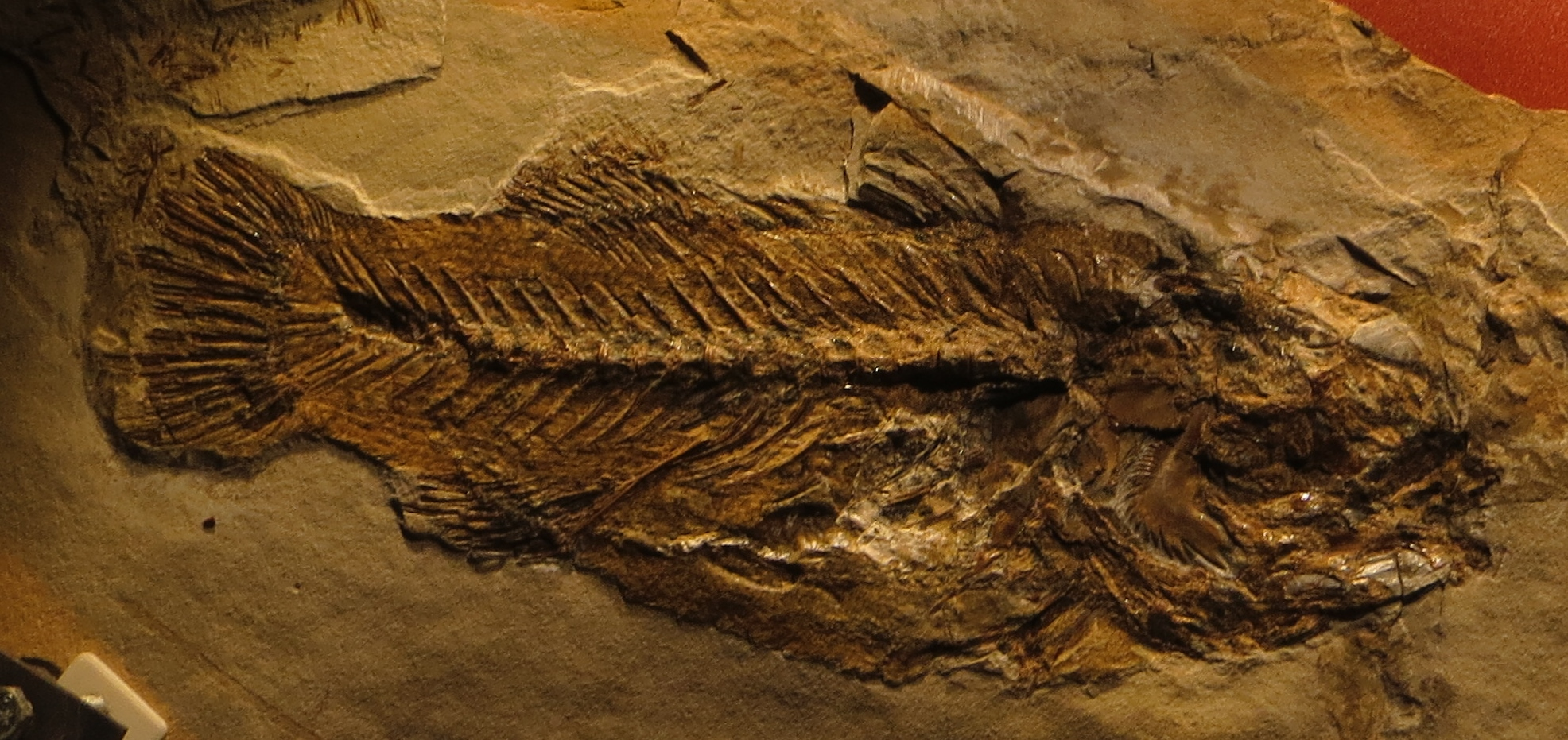
Fossile de Cyclopoma gigas.

Ce poisson au corps assez allongé a une longueur de 20 à 30 centimètres, avec une tête arrondie et des orbites presque circulaires. Ses mâchoires sont armées de petites dents coniques pointues disposées sur les prémaxillaires et les dentaires. 
Sa nageoire dorsale est divisée en deux parties. La partie arrière de celle-ci, ainsi que les nageoires anale et caudale sont caractérisées par un profil arrondi,.

## Classification
Cyclopoma est un Percoidei généralement placé dans la famille des Percichthyidae,. Il est aussi rapproché des genres actuels Dules et Lates, et d'une autre espèce de Perciformes du Monte Bolca, Eolates gracilis.